# Sant Miquel de Prats
Sant Miquel de Prats és una església romànica del lloc de Prats a la parròquia andorrana de Canillo.
Està construïda en un terreny amb desnivell de forma que l'absis i part dels murs laterals queden mig soterrats, excepte la façana. Els materials són modestos amb l'aparença d'austeritat típica del romànic rural. Els murs, d'un metre de gruix, són format per pedres de llicorella irregulars.
La planta és rectangular amb un absis semicircular sense finestres. La porta d'entrada és a la façana principal i s'hi accedeix per una escala de pedra. La porta està emmarcada per dos arcs apuntalats.
Sobre el mur de la façana hi ha un robust campanar d'espanyada de dos ulls coberts per arcs de pedra calcària.